# Steve McMahon
Stephen McMahon, född den 20 augusti 1961 i Liverpool, England, var en mittfältspelare i fotboll. Han spelade bland annat i Liverpool FC under sent 1980-tal.